# Províncies d'Espanya

Mapa provincial d'Espanya

Les províncies d'Espanya són divisions administratives locals d'Espanya conjuntament amb els municipis i les comunitats autònomes. La província existeix a Espanya com a forma d'administració territorial des de la divisió territorial d'Espanya de 1833. Aquestes essencialment agrupen els municipis i, arran de l'extensió de les comunitats autònomes a tot el territori estatal (cosa que s'ha condensat en la popular frase café para todos, («cafè per a tothom»), les províncies han derivat part de les seves funcions a les respectives comunitats. Tanmateix les províncies s'articulen entorn un govern propi: la diputació. Gaudeixen d'autonomia financera i són la divisió mitjançant la qual s'assignen els diputats al Congrés dels Diputats, al Senat d'Espanya i a les cambres autonòmiques en les eleccions. Així mateix són la seu dels jutjats de segona instància (audiència provincial), per bé que pel que fa a l'administració judicial hi ha subdivisions pròpies inferiors a la província: els partits judicials.
L'única institució pública de nivell provincial que roman anterior a l'estat de les autonomies són les diputacions provincials. Anteriorment hi havia, a més de les diputacions, un govern civil (substituïts el 1997 per delegats del govern de l'estat per a cada autonomia) i un govern militar. Finalment, al País Valencià recentment es planteja la substitució del model provincial per un model comarcal.
Hi ha 50 províncies repartides en les 17 comunitats autònomes, les quals en general reben el nom de la seua capital, tret de les que són comunitats autònomes uniprovincials i dels territoris històrics bascos. De fet, cada comunitat autònoma es comprèn d'una o més províncies; set comunitats són uniprovincials: Astúries, Illes Balears, Cantàbria, La Rioja, Comunitat de Madrid, Múrcia, i Navarra. En aquestes autonomies uniprovincias i a les Illes Canàries no hi ha diputacions provincials.
Inicialment les ciutats de Ceuta i Melilla eren incloses a les províncies de Cadis i Màlaga, respectivament. Avui, com a ciutats autònomes, són fora de la divisió provincial. Aquesta divisió es basa, amb algunes diferències en la Divisió territorial d'Espanya de 1833 de Javier de Burgos, que es basava en els límits dels antics regnes hispànics, i respectava els límits municipals, sobre un plantejament demogràficament i geogràficament homogeneïtzador, així com centralitzador de l'Estat en relació amb Madrid.
La Constitució espanyola de 1978 establí el dret a l'autonomia de les províncies limítrofes per a formar entitats regionals i nacionalitats. Segons l'article 43 "...les províncies frontereres amb característiques històriques, culturals, i econòmiques comunes, els territoris insulars i les províncies amb entitat regional històrica podran accedir al seu autogovern i constituir-se en Comunitats Autònomes".

## Taula de províncies
Llista de les 50 províncies d'Espanya (població segons padró municipal d'habitants de l'INE a 1 de juliol del 2022) i de les ciutats autònomes de Ceuta i Melilla. Pel que fa a la superfície, la mida mitjana de les províncies espanyoles és 10.119 km² (sense comptar Ceuta i Melilla, que no estan subjectes al règim provincial).
| Codi | Província              | Capital                    | Autonomia                  | Municipis | Població  | Superfície (km²) | Escons al Congrés | Destacat                                             |
| ---- | ---------------------- | -------------------------- | -------------------------- | --------- | --------- | ---------------- | ----------------- | ---------------------------------------------------- |
| 01   | Àlaba                  | Vitòria-Gasteiz            | País Basc                  | Municipis | 331.103   | 3.037            | 4                 | La més gran i la menys poblada del País Basc         |
| 03   | Alacant                | Alacant                    | País Valencià              | Municipis | 1.923.000 | 5.817            | 12                | La més petita del País Valencià                      |
| 02   | Albacete               | Albacete                   | Castella - la Manxa        | Municipis | 387.969   | 14.924           | 4                 |                                                      |
| 04   | Almeria                | Almeria                    | Andalusia                  | Municipis | 729.201   | 8.775            | 6                 |                                                      |
| 33   | Astúries               | Oviedo                     | Principat d'Astúries       | Municipis | 1.005.397 | 10.603           | 7                 |                                                      |
| 05   | Àvila                  | Àvila                      | Castella i Lleó            | Municipis | 159.317   | 8.048            | 3                 |                                                      |
| 06   | Badajoz                | Badajoz                    | Extremadura                | Municipis | 666.971   | 21.766           | 6                 | La més gran d'Espanya i la més poblada d'Extremadura |
| 07   | Illes Balears          | Palma                      | Illes Balears              | Municipis | 1.232.270 | 4.991            | 8                 |                                                      |
| 48   | Biscaia                | Bilbao                     | País Basc                  | Municipis | 1.135.269 | 2.217            | 8                 | La més poblada del País Basc                         |
| 08   | Barcelona              | Barcelona                  | Catalunya                  | Municipis | 5.658.399 | 7.728            | 32                | La més poblada de Catalunya                          |
| 09   | Burgos                 | Burgos                     | Castella i Lleó            | Municipis | 352.331   | 14.292           | 4                 |                                                      |
| 10   | Càceres                | Càceres                    | Extremadura                | Municipis | 385.472   | 19.868           | 4                 | La més petita i menys poblada d'Extremadura          |
| 11   | Cadis                  | Cadis                      | Andalusia                  | Municipis | 1.260.204 | 7.440            | 8                 |                                                      |
| 39   | Cantàbria              | Santander                  | Cantàbria                  | Municipis | 585.221   | 5.321            | 5                 |                                                      |
| 12   | Castelló               | Castelló de la Plana       | País Valencià              | Municipis | 582.434   | 6.636            | 5                 | La menys poblada del País Valencià                   |
| 51   | Ceuta                  | Ceuta                      | Ceuta (ciutat autònoma)    | Ceuta     | 82.147    | 19               | 1                 | La ciutat autònoma més gran i menys poblada          |
| 13   | Ciudad Real            | Ciudad Real                | Castella - la Manxa        | Municipis | 489.755   | 19.813           | 5                 | La més gran de Castella - la Manxa                   |
| 16   | Conca                  | Conca                      | Castella - la Manxa        | Municipis | 198.990   | 17.140           | 3                 |                                                      |
| 14   | Còrdova                | Còrdova                    | Andalusia                  | Municipis | 776.582   | 13.771           | 6                 |                                                      |
| 15   | La Corunya             | La Corunya                 | Galícia                    | Municipis | 1.122.032 | 7.950            | 8                 | La més poblada de Galícia                            |
| 17   | Girona                 | Girona                     | Catalunya                  | Municipis | 783.420   | 5.910            | 6                 | La més petita de Catalunya                           |
| 18   | Granada                | Granada                    | Andalusia                  | Municipis | 932.248   | 12.647           | 7                 |                                                      |
| 19   | Guadalajara            | Guadalajara                | Castella - la Manxa        | Municipis | 268.860   | 12.214           | 3                 | La més petita de Castella - la Manxa                 |
| 20   | Guipúscoa              | Sant Sebastià              | País Basc                  | Municipis | 714.906   | 1.980            | 6                 | La més petita d'Espanya                              |
| 21   | Huelva                 | Huelva                     | Andalusia                  | Municipis | 533.989   | 10.128           | 5                 | La menys poblada d'Andalusia                         |
| 23   | Jaén                   | Jaén                       | Andalusia                  | Municipis | 620.762   | 13.496           | 6                 |                                                      |
| 24   | Lleó                   | Lleó                       | Castella i Lleó            | Municipis | 451.209   | 15.581           | 4                 | La més gran de Castella i Lleó                       |
| 25   | Lleida                 | Lleida                     | Catalunya                  | Municipis | 439.506   | 12.172           | 4                 | La més gran i menys poblada de Catalunya             |
| 27   | Lugo                   | Lugo                       | Galícia                    | Municipis | 323.984   | 9.856            | 4                 | La més gran de Galícia                               |
| 28   | Madrid                 | Madrid                     | Comunitat de Madrid        | Municipis | 6.825.005 | 8.028            | 37                | La més poblada d'Espanya                             |
| 29   | Màlaga                 | Màlaga                     | Andalusia                  | Municipis | 1.722.388 | 7.306            | 10                | La més petita d'Andalusia                            |
| 52   | Melilla                | Melilla                    | Melilla (ciutat autònoma)  | Melilla   | 82.810    | 13               | 1                 | La ciutat autónoma més petita i més poblada          |
| 30   | Múrcia                 | Múrcia                     | Regió de Múrcia            | Municipis | 1.531.140 | 11.314           | 10                |                                                      |
| 31   | Navarra                | Pamplona                   | Comunitat Foral de Navarra | Municipis | 661.830   | 10.391           | 5                 |                                                      |
| 22   | Osca                   | Osca                       | Aragó                      | Municipis | 222.713   | 15.636           | 3                 |                                                      |
| 32   | Ourense                | Ourense                    | Galícia                    | Municipis | 303.960   | 7.273            | 4                 | La menys poblada de Galícia                          |
| 34   | Palència               | Palència                   | Castella i Lleó            | Municipis | 157.205   | 8.052            | 3                 |                                                      |
| 35   | Las Palmas             | Las Palmas de Gran Canaria | Canàries                   | Municipis | 1.159.313 | 4.066            | 8                 | La més gran i més poblada de Canàries                |
| 36   | Pontevedra             | Pontevedra                 | Galícia                    | Municipis | 943.473   | 4.495            | 7                 | La més petita de Galícia                             |
| 26   | La Rioja               | Logronyo                   | La Rioja                   | Municipis | 316.806   | 5.045            | 4                 |                                                      |
| 37   | Salamanca              | Salamanca                  | Castella i Lleó            | Municipis | 326.080   | 12.350           | 4                 |                                                      |
| 38   | Santa Cruz de Tenerife | Santa Cruz de Tenerife     | Canàries                   | Municipis | 1.102.340 | 3.381            | 7                 | La més petita i menys poblada de Canàries            |
| 50   | Saragossa              | Saragossa                  | Aragó                      | Municipis | 959.471   | 17.274           | 7                 | La més gran i més poblada d'Aragó                    |
| 40   | Segòvia                | Segòvia                    | Castella i Lleó            | Municipis | 153.993   | 6.921            | 3                 | La més petita de Castella i Lleó                     |
| 41   | Sevilla                | Sevilla                    | Andalusia                  | Municipis | 1.962.999 | 14.036           | 12                | La més gran i més poblada d'Andalusia                |
| 42   | Sòria                  | Sòria                      | Castella i Lleó            | Municipis | 89.519    | 10.306           | 2                 | La menys poblada d'Espanya                           |
| 43   | Tarragona              | Tarragona                  | Catalunya                  | Municipis | 828.809   | 6.303            | 6                 |                                                      |
| 44   | Terol                  | Terol                      | Aragó                      | Municipis | 133.338   | 14.810           | 3                 | La més petita i menys poblada d'Aragó                |
| 45   | Toledo                 | Toledo                     | Castella - la Manxa        | Municipis | 712.472   | 15.370           | 6                 | La més poblada de Castella - la Manxa                |
| 46   | València               | València                   | País Valencià              | Municipis | 2.600.793 | 10.807           | 16                | La més gran i més poblada del País Valencià          |
| 47   | Valladolid             | Valladolid                 | Castella i Lleó            | Municipis | 518.950   | 8.110            | 5                 |                                                      |
| 49   | Zamora                 | Zamora                     | Castella i Lleó            | Municipis | 167.362   | 10.561           | 3                 |                                                      |